# Джон Канън
Джон Канън (на английски: John Cannon) е канадски пилот от Формула 1, роден е на 21 юни 1933 в Лондон, Великобритания.

## Кариера във Формула 1
Джон Канън дебютира във Формула 1 през 1971 г. в Голямата награда на САЩ, в световния шампионат на Формула 1 записва 1 участие, като не успява да спечели точки. Състезава се за отбора на БРМ.